# Mount Veve
Der Veve ist der Gipfel der Insel Kolombangara in den Salomon-Inseln. Er liegt in der Provinz Western im unabhängigen Inselstaates der Salomonen im südwestlichen Pazifischen Ozean. 

## Geographie
Der Veve hat eine Höhe von 1707 Metern. Er ist dicht bewaldet.